# Anisodes ptochopoea
Anisodes ptochopoea là một loài bướm đêm trong họ Geometridae.